# Георги Гоматски
Георги Гоматски (на гръцки: Όσιος Γεώργιος ο εκ Γοματίου) e източноправославен светец, почитан в лика на преподобните от XIX век.

## Биография
Живее в началото на XIX век в халкидическото село Гомати и работи като мелничар, като останките от мелницата му са запазени. Според преданието мелел безплатно брашно на бедните. По време на Халкидическото въстание в 1821 година турците отвличат семейството му от мелницата и Георги става отшелник в планината. Същевременно като аскет снабдява с дърва бременни жени, болни и бедни и се грижи за животните на хората в нужда. След смъртта му, е обявен за светец, тъй като мощите му били благоуханни. По пътя към гробището мощите му с натежават толкова, че селяните не могат вече да ги носят и затова свещеника казва, че трябва да бъдат погребани на това място. По-късно на гроба му е построена църква. Според селяните светецът започнал да прави много чудеса и лекувал болката в ушите на малките деца.